# Polygala wurdackiana
Polygala wurdackiana är en jungfrulinsväxtart som beskrevs av Walter Hepworth Lewis. Polygala wurdackiana ingår i släktet jungfrulinssläktet, och familjen jungfrulinsväxter. Inga underarter finns listade i Catalogue of Life.